# Flughafen Khon Kaen

i7
i11
i13
Der Flughafen Khon Kaen (thailändisch ท่าอากาศยานขอนแก่น, IATA-Code: KKC, ICAO-Code: VTUK) ist ein nationaler Flughafen am nordwestlichen Stadtrand von Khon Kaen, der Hauptstadt der gleichnamigen thailändischen Provinz. Er besteht aus einem Terminal mit einer Fluggastbrücke und einem mehrstöckigen Parkhaus.

## Allgemeines
Der neue dreistöckige Terminal 2 wurde 2005 eröffnet. Neben mehreren kleinen Läden und Schaltern von Autovermietungen enthält er ein Restaurant im obersten Stockwerk.
Es bestehen Abstellmöglichkeiten für zwei Flugzeuge der Größe einer Boeing 737-400 oder Airbus A300-600.
Der Flughafen verfügt über eine asphaltierte Start- und Landebahn mit einer Länge von 3050 Metern (Runway heading: 03/21) auf einer Höhe von 204 m.
Im Jahr 2015 wurden 1,28 Millionen Passagiere abgefertigt. Die Passagierzahl hat sich zwischen 2011 und 2015 mehr als verdreifacht.

## Flugziele
Vier thailändische Fluggesellschaften bieten Inlandsverbindungen an, die meisten davon sind mit Bangkok-Don Mueang. Es werden keine internationalen Ziele von Khon Kaen aus bedient.